# Дера-Исмаил-Хан (округ)
Дера-Исмаил-Хан (урду ضلع دېره اسماعیل خان‎, англ. Dera Ismail Khan District) — один из 24 округов пакистанской провинции Хайбер-Пахтунхва.

## Географическое положение
Дера-Исмаил-Хан граничит с округами: Сват и Шангла (на севере), Малаканд и Мардан (на западе), Сваби (на юге), Маншехра и Харипур (на востоке).

## История
Дера-Исмаил-Хан был создан как административная единица во времена Британской Индии и был частью Северо-Западной пограничной провинции. В те времена округ был разделён на две почти равные части по реке Инд, которая пересекала его с севера на юг. В 1901 году округа Дера-Исмаил-Хан и Банну включали в себя территорию нового округа провинции Пенджаб — Мьянвали. В 1901 году территория округа Дера-Исмаил-Хана занимала 8810 км², население округа составляло 252 379 человек. Национальный состав населения — пуштуны и белуджи.
В 1947 году округ стал частью независимого Пакистана.

## Административное устройство
Округ Дера-Исмаил-Хан состоит из трёх техсилов:
| Техсилы         |
| --------------- |
| Дера-Исмаил-Хан |
| Кулачи          |
| Пахарпур        |